# Marius Stankevičius
Marius Stankevicius, född 15 juli 1981 i Kaunas i dåvarande Sovjetunionen, är en litauisk före detta fotbollsspelare.

## Klubbar
Marius Stankevičius första klubb var FK Ekranas. Han spelade där 1998–2001 och gjorde 3 mål på 87 matcher. Nästa klubb i karriären blev Brescia Calcio, där han spelade mellan 2001 och 2008. Där blev det 12 mål på 157 matcher. Efter en säsong i frysboxen i Brescia blev han utlånad till Serie B-klubben Cosenza 2002–2003. I Cosenza blev det inte ett enda mål på åtta matcher. Efter sju år i Brescia flyttade Stankevičius till UC Sampdoria. I Sampdoria stannade han mellan 2008 och 2011. I Sampdoria hamnade han, liksom i Brescia, i frysboxen. Säsongen 2009–2010 blev han utlånad till Sevilla FC i Liga BBVA där det inte blev ett enda mål på 16 framträdanden. Säsongen efter det, 2010–2011, blev han återigen utlånad, den här gången till ligakonkurrenten Valencia CF. Där blev det 2 mål på 20 matcher. Efter säsongerna i Spanien blev han såld från Sampdoria. Där spelade Marius 44 matcher och gjorde 3 mål. Han köptes sen av Lazio.

## Landslagskarriär
Stankevičius landslagskarriär startade 2001 då han debuterade i en match mot Estland. Första målet i landslagströjan kom på bortaplan mot Bosnien-Hercegovina den 30 mars 2005 när han kvitterade till 1-1. Det var i VM-kvalet 2006, matchen slutade 1-1. Andra målet kom på bortaplan mot Rumänien när han sköt 1-0 den 6 september 2008 i VM-kvalet 2010, matchen slutade 3-0 till Litauen. Tredje målet kom på bortaplan mot Österrike den 10 oktober 2009 i VM-kvalet 2010. Han kvitterade till 1-1, men det räckte inte, Litauen förlorade med 1-2. Fjärde målet kom på hemmaplan mot Serbien när han sköt sitt Litauen till seger, 2-1. Det var bara 4 dagar efter hans tredje mål, i samma kval. Femte målet kom på hemmaplan mot Spanien den 29 mars 2011 i EM-kvalet till 2012. Han kvitterade till 1-1, men det räckte inte till, Litauen förlorade med 1-3.
Utöver matcherna med det litauiska landslaget spelade Stankevičius för Padanien i Confifa:s fotbolls-VM 2018. Han spelade samtliga matcher i turneringen. Laget slutade på tredje plats efter att ha besegrat Szeklerlandet i bronsmatchen.

## Meriter
Under Stankevičius treåriga sejour i hemlandet vann han litauiska cupen 2 gånger och litauiska supercupen 1 gång. Under tiden i Brescia vann han aldrig något, men efter övergången till Sampdoria kom hans klubb tvåa i Coppa Italia (italienska cupen) efter förlust mot Lazio på straffar, 1-1 efter full tid.
Under utlåningen till Sevilla vann han och hans lagkamrater Copa del Rey.
Individuellt har han blivit utnämnd till Litauens bästa fotbollsspelare två år i rad, 2008 och 2009.